# Brian Winters
Brian Joseph Winters (Rockaway, 1º marzo 1952) è un ex cestista e allenatore di pallacanestro statunitense, professionista nella NBA.

## Carriera
È stato selezionato dai Los Angeles Lakers al primo giro del Draft NBA 1974 (12ª scelta assoluta).

## Statistiche
| * | Primo nella lega |

### NBA

#### Regular Season
| Anno      | Squadra         | PG  | PT | MP   | TC%  | 3P%  | TL%  | RP  | AP  | PRP | SP  | PP   |
| --------- | --------------- | --- | -- | ---- | ---- | ---- | ---- | --- | --- | --- | --- | ---- |
| 1974-1975 | L.A. Lakers     | 68  | -  | 22,3 | 44,3 | -    | 82,6 | 2,0 | 2,9 | 1,1 | 0,3 | 11,7 |
| 1975-1976 | Milwaukee Bucks | 78  | -  | 35,8 | 46,4 | -    | 82,9 | 3,2 | 4,7 | 1,6 | 0,3 | 18,2 |
| 1976-1977 | Milwaukee Bucks | 78  | -  | 34,8 | 49,8 | -    | 84,7 | 3,0 | 4,3 | 1,5 | 0,4 | 19,3 |
| 1977-1978 | Milwaukee Bucks | 80  | -  | 34,4 | 46,3 | -    | 84,0 | 3,1 | 4,9 | 1,6 | 0,3 | 19,9 |
| 1978-1979 | Milwaukee Bucks | 79  | -  | 32,6 | 49,3 | -    | 85,6 | 2,2 | 4,8 | 1,1 | 0,5 | 19,8 |
| 1979-1980 | Milwaukee Bucks | 80  | -  | 32,8 | 47,9 | 37,3 | 86,0 | 2,8 | 4,5 | 1,3 | 0,4 | 16,2 |
| 1980-1981 | Milwaukee Bucks | 69  | -  | 25,7 | 47,5 | 35,3 | 86,9 | 2,0 | 3,3 | 1,0 | 0,1 | 11,6 |
| 1981-1982 | Milwaukee Bucks | 61  | 13 | 30,0 | 50,1 | 38,7 | 78,8 | 2,8 | 4,1 | 0,9 | 0,1 | 15,9 |
| 1982-1983 | Milwaukee Bucks | 57  | 12 | 23,9 | 43,4 | 32,4 | 85,9 | 1,9 | 2,7 | 0,8 | 0,1 | 10,6 |
| Carriera  | Carriera        | 650 | 25 | 30,7 | 47,5 | -    | 84,2 | 2,6 | 4,1 | 1,2 | 0,3 | 16,2 |

#### Playoffs
| Anno     | Squadra         | PG | PT | MP   | TC%   | 3P%   | TL%  | RP  | AP  | PRP | SP  | PP   |
| -------- | --------------- | -- | -- | ---- | ----- | ----- | ---- | --- | --- | --- | --- | ---- |
| 1976     | Milwaukee Bucks | 3  | -  | 42,0 | 62,9* | -     | 80,0 | 2,3 | 5,0 | 1,7 | 0,7 | 27,3 |
| 1978     | Milwaukee Bucks | 9  | -  | 33,9 | 49,7  | -     | 74,1 | 3,3 | 6,4 | 1,3 | 0,9 | 20,4 |
| 1980     | Milwaukee Bucks | 7  | -  | 38,3 | 46,0  | 42,9  | 100* | 3,0 | 5,3 | 1,6 | 0,0 | 15,9 |
| 1981     | Milwaukee Bucks | 7  | -  | 25,9 | 45,9  | 33,3  | 75,0 | 3,3 | 3,1 | 1,4 | 0,1 | 10,0 |
| 1982     | Milwaukee Bucks | 6  | -  | 38,7 | 49,4  | 50,0* | 83,3 | 2,5 | 4,7 | 1,3 | 0,2 | 16,8 |
| 1983     | Milwaukee Bucks | 9  | -  | 26,7 | 42,9  | 27,3  | 82,4 | 2,4 | 3,6 | 0,7 | 0,4 | 9,9  |
| Carriera | Carriera        | 41 | -  | 33,0 | 49,0  | -     | 80,8 | 2,9 | 4,7 | 1,3 | 0,4 | 15,5 |

## Palmarès

### Giocatore
- NBA All-Rookie First Team (1975)
- 2 volte NBA All-Star (1976, 1978)